# Arna-Bjørnar (női csapat)
Az Arna-Bjørnar Fotball egy bergeni sportklub, melynek női labdarúgó szakosztályát 2000-ben hozták létre. A norvég első osztályú bajnokságban szerepel.

## Játékoskeret
2020. június 11-től
| #  |     | Poszt | Név             |
| -- | --- | ----- | --------------- |
| 1  | NOR | K     | Moa Edrud       |
| 12 | AUS | K     | Teagan Micah    |
| 28 | SWE | K     | Andrea Kvamme   |
| 2  | NGA | V     | Ngozi Ebere     |
| 3  | NOR | V     | Helene Gloppen  |
| 5  | NOR | V     | Kristin Risnes  |
| 11 | NOR | V     | Åsna Takle Eide |
| 20 | SWE | V     | Emelie Lövgren  |
| 22 | NOR | V     | Tora Ose        |
| 23 | NED | V     | Marije Brummel  |
| 77 | SVN | V     | Kristina Erman  |

| #  |     | Poszt | Név                  |
| -- | --- | ----- | -------------------- |
| 6  | NOR | KP    | Rykke Nygard         |
| 7  | NOR | KP    | Thea Bjelde          |
| 10 | NOR | KP    | Meryll Abrahamsen    |
| 18 | NOR | KP    | Ingrid Lovise Jåstad |
| 88 | NOR | KP    | Tanja Løfshus        |
| 8  | NOR | CS    | Andrine Mo           |
| 9  | NED | CS    | Pia Rijsdijk         |
| 14 | NOR | CS    | Martine Midtbø       |
| 17 | NOR | CS    | Madelen Koldal Holme |
| 30 | NOR | CS    | Linnéa Laupstad      |

## A klub híres játékosai
| - Anne Nymark Andersen - Nina Nymark Andersen - Nora Holstad Berge - Oda Maria Hove Bogstad - Vilde Bøe Risa - Anne Bugge-Paulsen - Amalie Eikeland - Madeleine Giske - Nora Neset Gjøen - Hege Hansen - Margunn Haugenes - Karoline Heimvik Haugland - Lise Klaveness - Cecilie Redisch Kvamme - Dagny Mellgren - Aurora Mikalsen | - Kristine Minde - Maren Mjelde - Emilie Nautnes - Christine Colombo Nilsen - Marianne Paulsen - Ingrid Ryland - Reidun Seth - Erika Skarbø - Elise Thorsnes - Alyssa Giannetti - Mackenzie Arnold - José Nahi - Gunnhildur Yrsa Jónsdóttir - Augustine Ejangue - Bianca Sierra - Precious Dede |